# Саобраћајни систем Берлина
Саобраћајни систем Берлина је велики систем градског и приградског превоза Берлина, у власништву два предузећа: Berliner Verkehrsbetriebe (BVG) и S-Bahn Berlin које је 100% ћерка предузећа Deutschen Bahn AG.
Саобраћајна мрежа Берлина се дели на:
- Приградске железнице (S-Bahn, Schnellbahn),
- Метрое (U-Bahn).
- Трамваје (Strassenbahn)
- Аутобусе (Buslinien)